# Rycerzewko, Tỉnh West Pomeranian
Rycerzewko [rɨt͡sɛˈʐɛfkɔ] (tiếng Đức: Neu Ritzerow) là một ngôi làng thuộc khu hành chính của Gmina widwin, thuộc quận Świdwin, West Pomeranian Voivodeship, ở phía tây bắc Ba Lan. Nó nằm khoảng 5 kilômét (3 mi) về phía tây của Świdwin và 85 km (53 mi) về phía đông bắc của thủ đô khu vực Szczecin.
Làng có dân số 73.